# Collezione Lancellotti

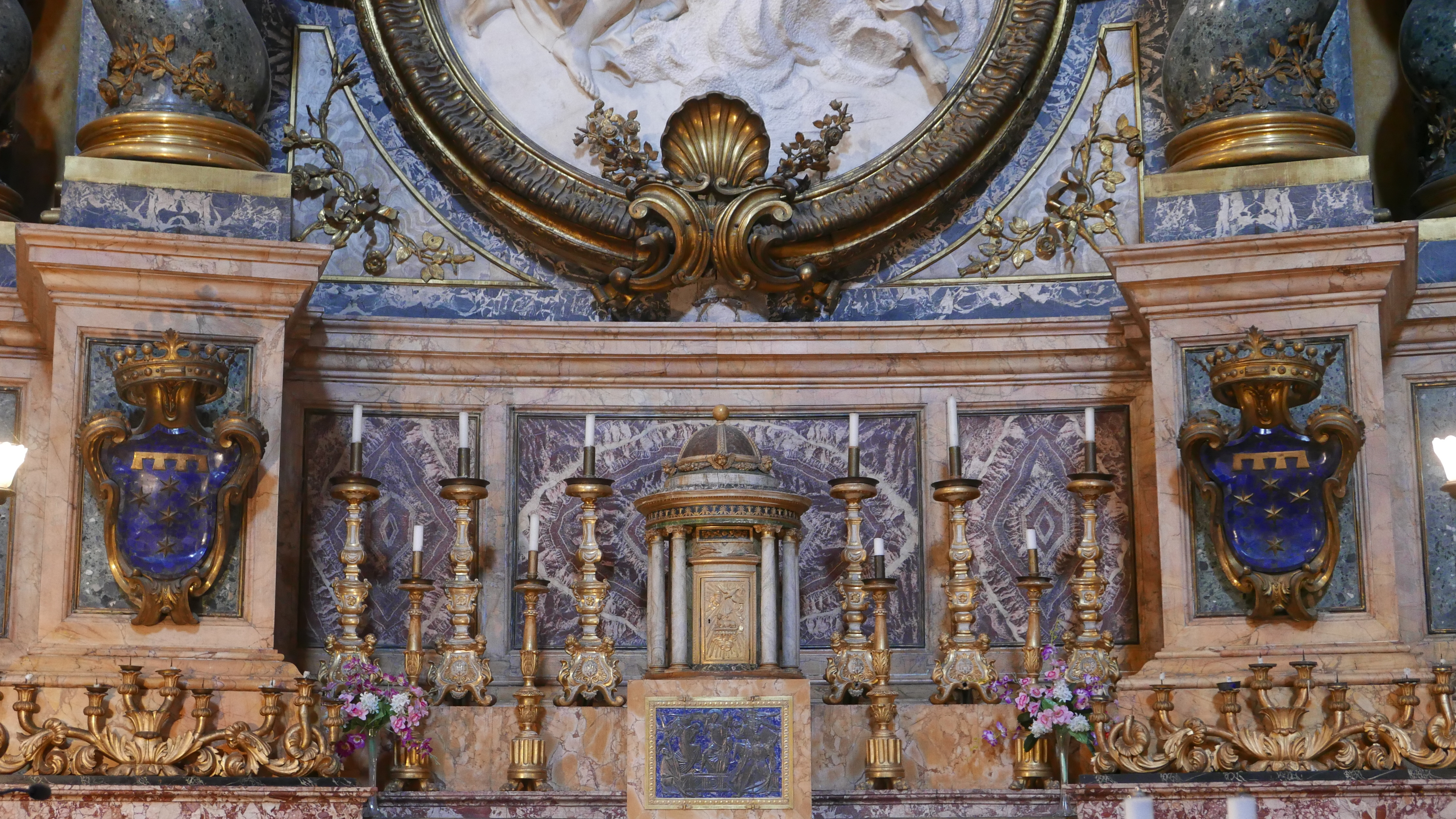
Stemmi della famiglia Lancellotti sull'altare della cappella di San Luigi Gonzaga nella chiesa di Sant'Ignazio di Loyola, Roma

La collezione Lancellotti è una raccolta d'arte privata nata a Roma nel Seicento e appartenente oggi per logiche ereditarie al ramo dei Lancellotti e dei Massimo-Lancellotti.
Smembrata in parte nel corso dell'Ottocento, la restante parte della collezione è oggi collocata tra le residenze familiari di via dei Coronari e di piazza Navona.

## Storia

### Seicento

#### Il palazzo Lancellotti a via dei Coronari

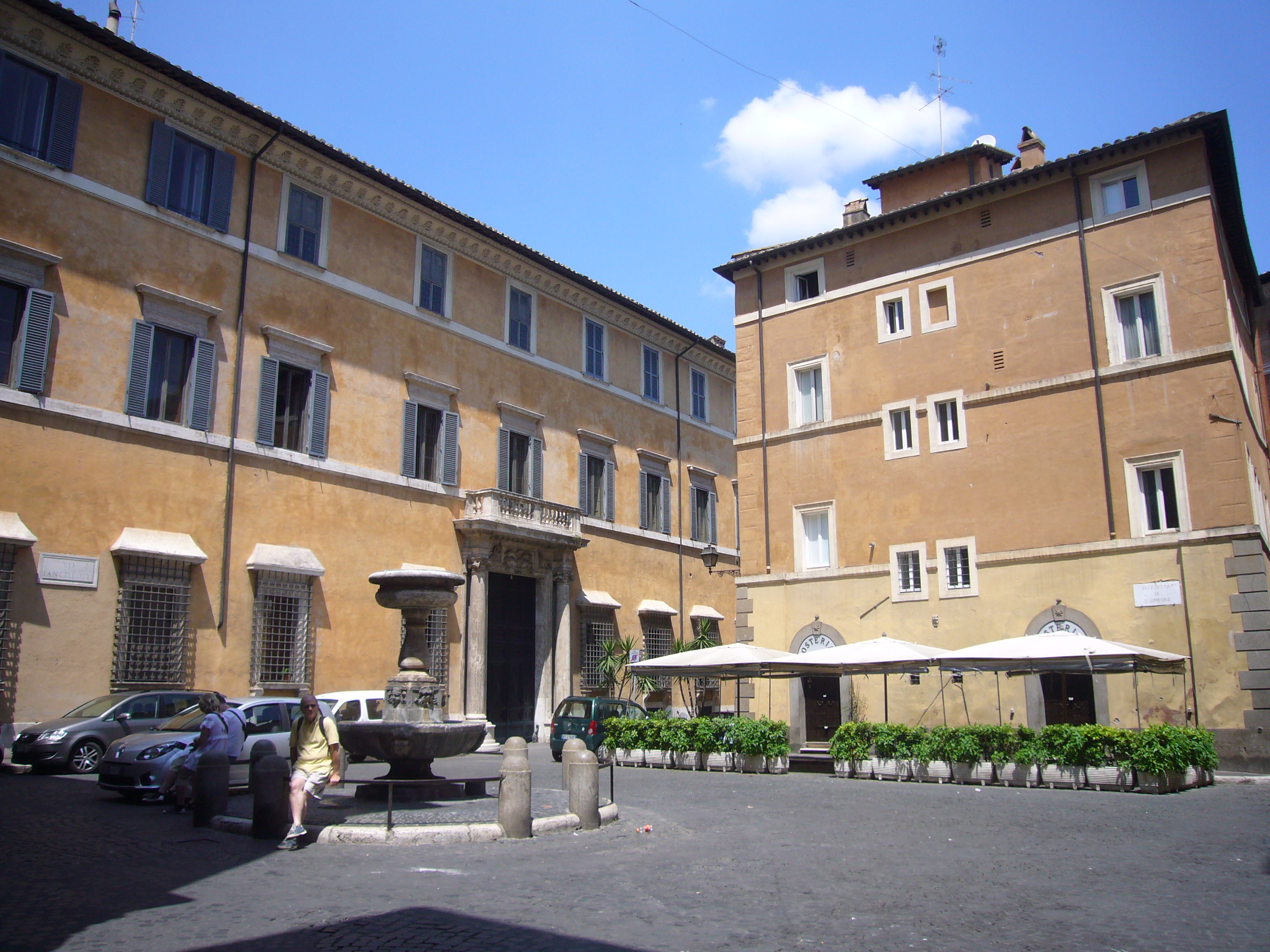
Palazzo Lancellotti in via dei Coronari, Roma

Il cardinale Scipione Lancellotti fu la prima personalità di spicco in ambito culturale nella Roma del XVI secolo, vicino anche alla salita al soglio pontificio, poi sfumata per via di una campagna di diffamazione improntata sul sospetto che la famiglia potesse avere origini ebraiche. Seppur il cardinale ebbe il merito di avviare la costruzione del palazzo di via dei Coronari e la cappella gentilizia nella basilica di San Giovanni in Laterano, su commissione a Carlo Maderno, questi non risulta invece particolarmente attivo in senso collezionistico, tant'è che alla sua morte nel 1598 il testamento registrava la presenza di solo dodici quadri (tra cui due Madonne, tre ritratti di papi, una Pietà, una resurrezione, due allegorie di stagioni e un paesaggio), di contro, era considerevolmente più numeroso il numero di arazzi, riprendenti storie bibliche, mitologiche ed epiche.
Beneficiari dell'eredità Lancellotti sono i quattro nipoti maschi, figli del fratello Paolo: Orazio, Tiverio, Giovanni Battista e Ottavio.

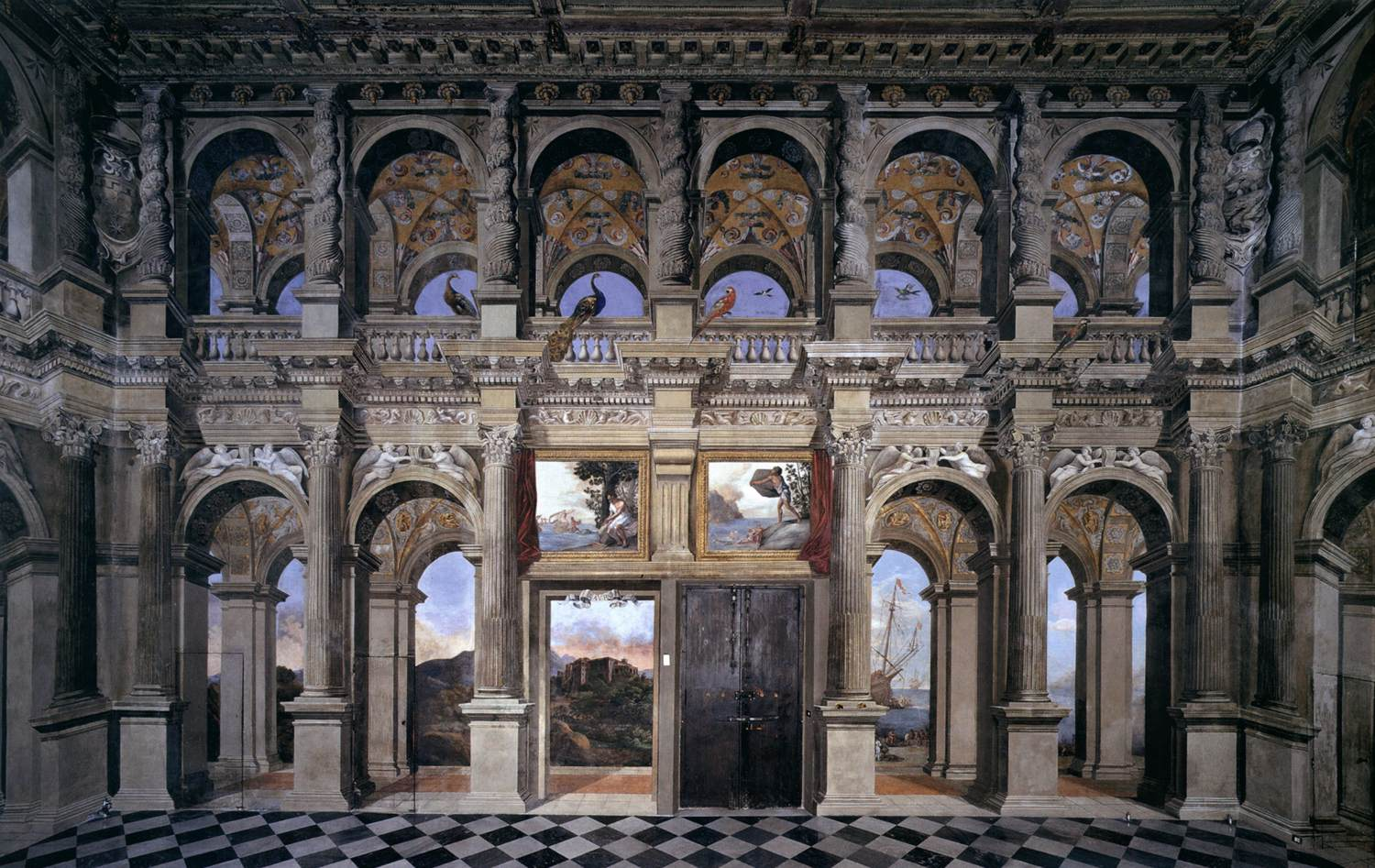
Paesaggi e prospettive di Agostino Tassi nel palazzo in via dei Coronari

Orazio e Tiberio negli anni '20 del XVII secolo commissionano ad Agostino Tassi gli affreschi del palazzo Lancellotti, cinque stanze al piano nobile e altrettante al pian terreno. Orazio ha il merito di aver richiesto il ciclo della sala dei Palafrenieri, uno dei capolavori artistici della pittura ad affresco del Seicento e una delle massime espressioni dello stile trompe-l'œil della storia dell'arte, mentre a Tiberio sono ascrivibili le commesse dei cicli delle sale della Generosità (realizzati assieme al Lanfranco) della Vera Nobiltà e di Rinaldo e Armida (assieme al Guercino).
Il cardinale Orazio è ricordato per essere un appassionato collezionista (acquistò egli cinque frammenti di Sebastiano del Piombo sulla scena della Vestizione, staccato dalla chiesa di Santa Maria della Pace) e amante dell'arte tout court, promuovendo a proprie spese la restaurazione dell'adiacente (rispetto al palazzo familiare) chiesa di San Simeone, commissionando anche le due pale d'altare a Carlo Saraceni e a Ventura Salimbeni.

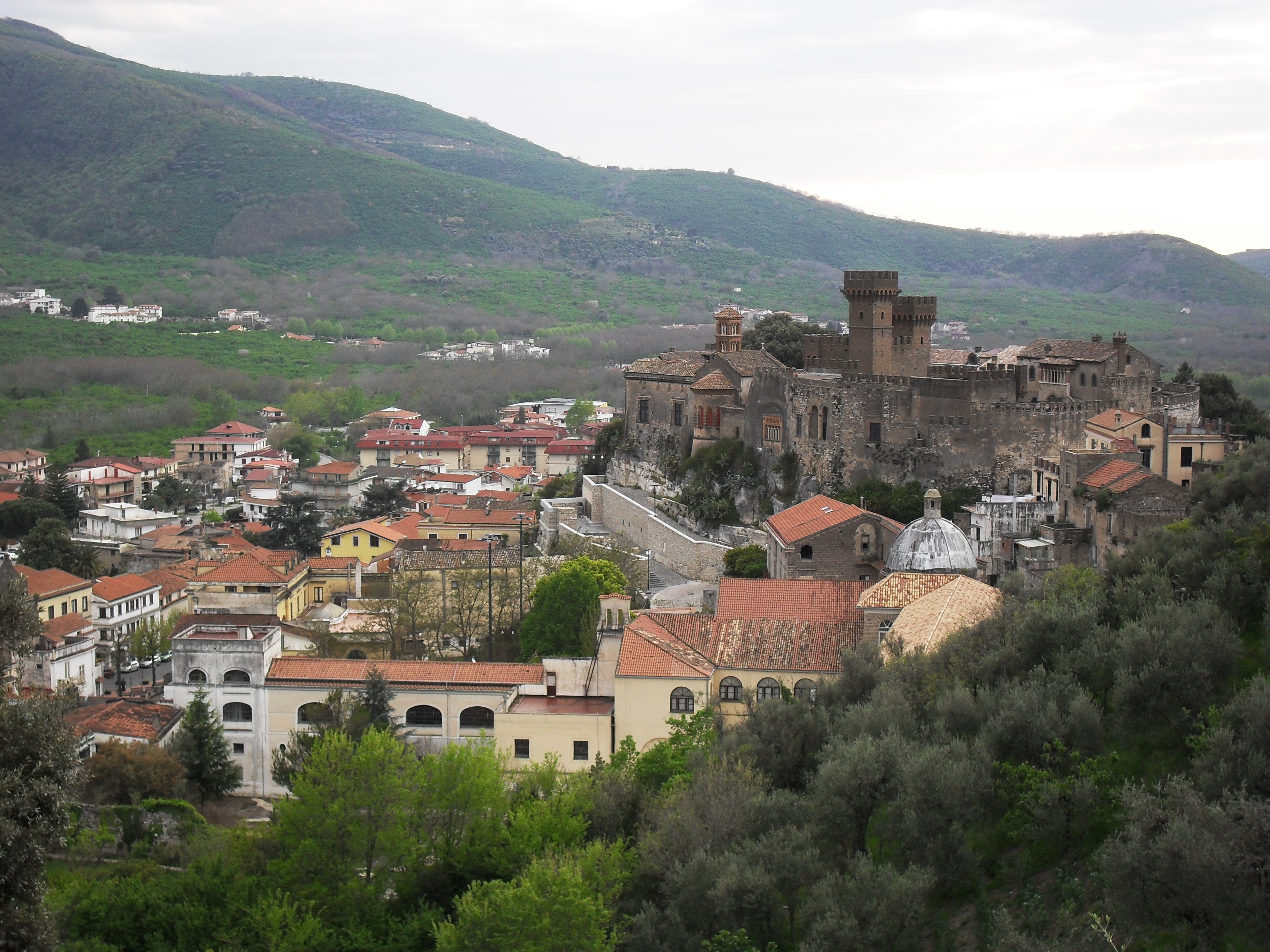
Vista su Lauro con il castello Lancellotti

Tiberio è invece menzionato dal Malvasia quale committente di alcune tele del Guercino ed è ricordato dalle fonti storiche per inteso acquistare un feudo per la propria famiglia, in ordine all'affermazione sociale che questa andava mirando (acquisto che verrà realizzato poi dal figlio Scipione tre anni dopo la sua morte). L'uomo ha il merito anche di aver finanziato i lavori di un'altra cappella familiare oltre quella in Laterano, ossia quella della chiesa di Sant'Ignazio di Loyola in Campo Marzio, realizzata su progetto di Andrea Pozzo.
Orazio muore nel 1620 mentre Tiberio nel 1629; contestualmente a quest'ultimo decesso viene redatto un inventario della collezione, trasferita in eredità assieme al resto dei successi familiari al figlio Scipione Lancellotti, I marchese di Lauro (feudo acquistato nel 1632 dalla famiglia Pignatelli, di cui otterrà il titolo di marchese da re Filippo IV di Spagna nel 1645). Questi rimane a vivere nel palazzo romano per tre anni, dopodiché si trasferisce stabilmente nel castello di Lauro e saltuariamente nel palazzo acquisito in dote dalla moglie Claudia Torres presso piazza Navona, mentre quello ai Coronari viene locato in favore del cardinal Virile.

#### Gli inventari del 1640

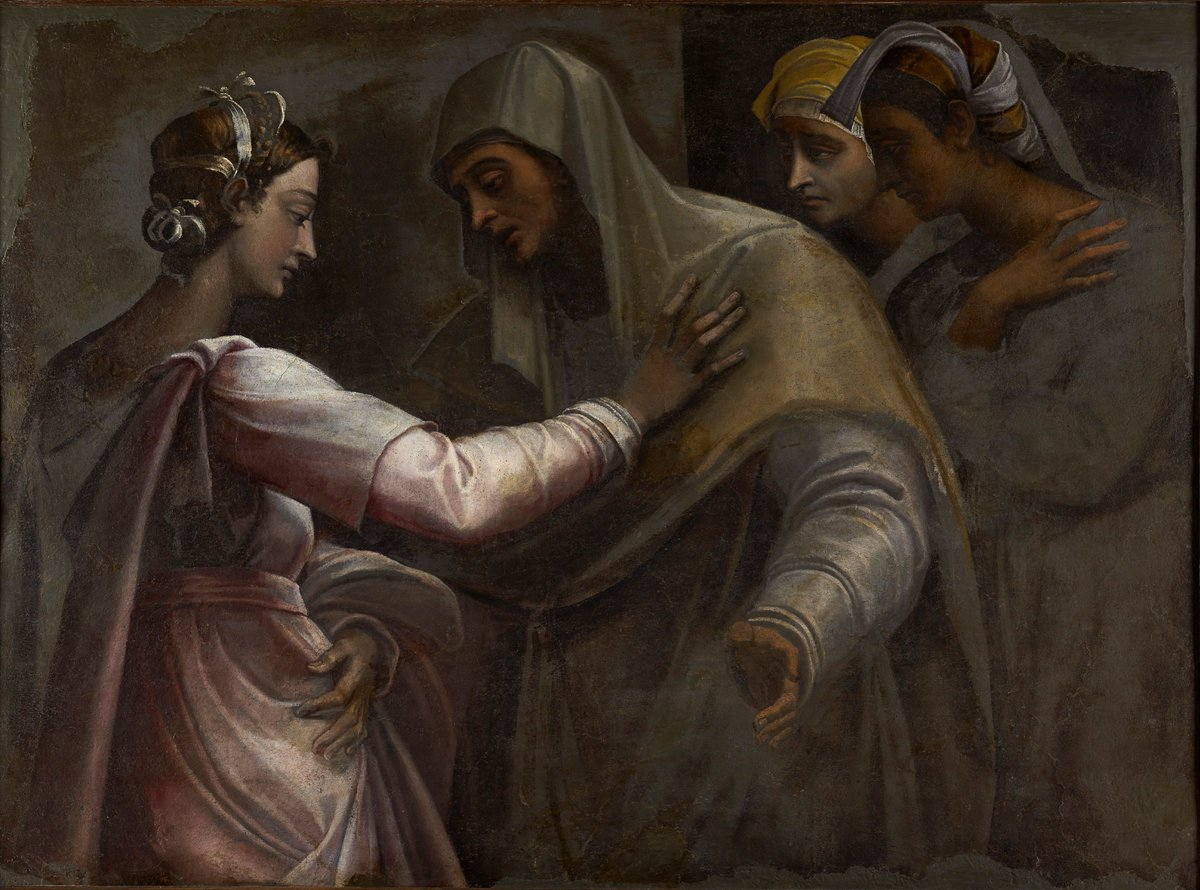
Visitazione (frammento), Sebastiano del Piombo

Nel 1640 il palazzo di via dei Coronari viene dato in affitto al cardinale Maurizio di Savoia. In situ rimane tuttavia la collezione, quantificata in 119 pezzi totali (18 statue grandi, 20 statue piccole, 52 teste, 38 bassorilievi e due vasi in pietra), di cui il marchese Lancellotti detiene la totale disponibilità. Proprio in questa occasione vengono redatti i due inventari più noti della collezione (uno per la quadreria e un altro per la scultura antica), che fotografano la raccolta senza particolari variazioni rispetto a quella lasciata da Tiberio nel 1629.

Figurano tra i pittori più ricorrenti il Guercino, il Lanfranco, Agostino Tassi (di cui rimangono dodici tele sue nella collezione attuale) e Guido Reni, mentre con meno frequenza compaiono il Cavalier d'Arpino e i caravaggeschi Ribera e Antiveduto Grammatica (invece non compare mai il Caravaggio). Tra i pittori del Cinquecento si fa menzione invece di Tiziano, Sebastiano del Piombo, Andrea del Sarto, Correggio e Raffaello.

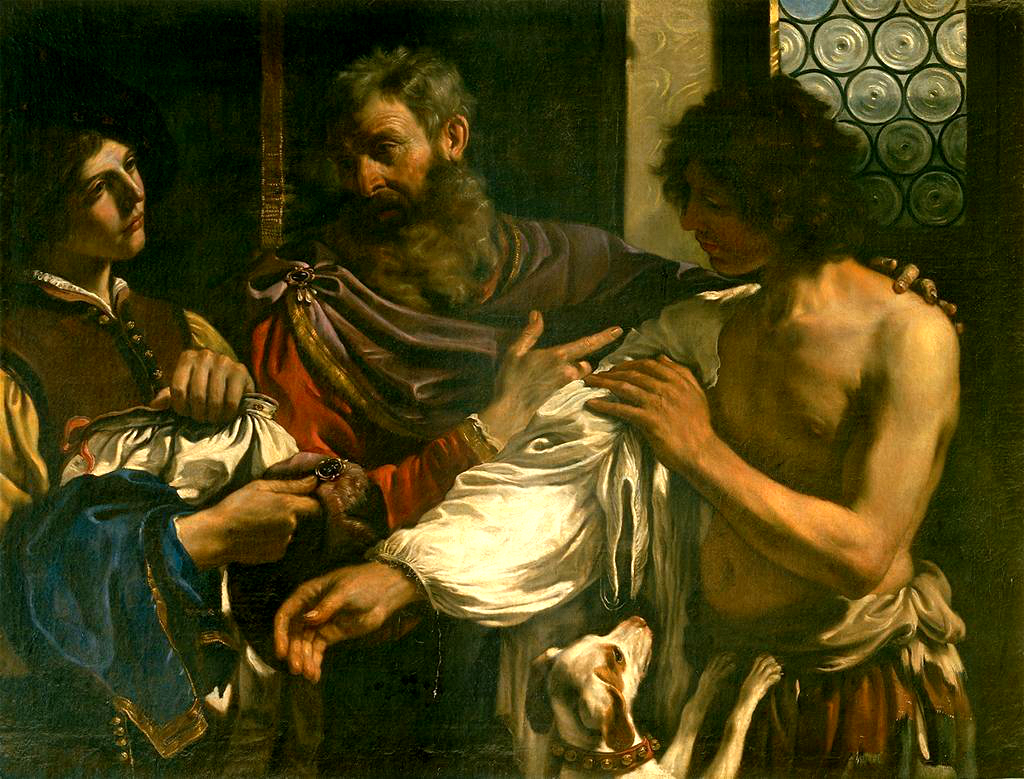
Ritorno del figliol prodigo, Guercino

I soggetti maggiormente raffigurati erano quelli a tema sacro, di contro quelli pressoché assenti erano i mitologici. Comparivano invece nella collezione con una certa rilevanza ritratti, nature morte e paesaggi. Peculiarità della raccolta è inoltre la copiosità di opere a tema musicale (di cui almeno un Orfeo, una Santa Cecilia, un Re David e svariate scene di concerti di matrice caravaggesca), elemento non del tutto estraneo al contesto familiare se si considera che sua il cardinale Orazio che lo zio il cardinale Scipione erano appassionati di musica. Altri dipinti presenti nella collezione a tema bellico o ritratti di condottieri sono invece riconducibili a Ottavio, comandate militare nelle Fiandre, mentre due dipinti dedicati a san Stanislao Kostka lasciano pensare che dietro ci possa essere Giovanni Battista, nunzio apostolico in Polonia. Altri soggetti dedicati a santa Francesca Romana sono infine riconducibili alla dedica verso alcune sorelle, diventate monache nel convento romano dedicato proprio a questa santa.
Tra i pezzi di antichità molte statue adornavano il cortile del palazzo. Nella loggia era la dea della Natura, due levrieri, due sfingi, i putti Eros e Bacco e le statue di Pomona, Paride, Mercurio, Minerva e Diana. Lungo scalone del palazzo erano disposti una statua di Ercole e altre cinque femminili, di cui due muse. Svariate decine di bassorilievi marmorei (alcuni provenienti da sarcofagi romani) erano disposti lungo il cortile, nella loggia e nei sopraporta delle sale del palazzo (la Nascita di Venere e il bacchino sono oggi in Vaticano). Nella loggia invece era un mascherone e una grande statua cosiddetta Madre Natura (Artemide Efesia). All'interno del palazzo sui due pregiati camini marmorei erano disposti quattro busti di imperatori, Alessandro Magno, Giulio Cesare e Scipione l'Africano e un altro non identificato (sopra i quali erano le due tele del Grammatica e del Turchi, rispettivamente le Sette Virtù e la Strage degli innocenti).
Dal 1650 il palazzo ai Coronari è locato a monsignor Pisani, vescovo di Verona Morto Scipione nel 1663 la collezione (rimasta invariata rispetto a dieci anni prima) e i titoli Lancellotti passano al figlio Ottavio Maria. Tra le iniziative più importanti promosse dal nobile c'è la riedificazione nel 1668 della cappella di famiglia in San Giovanni in Laterano, per riadattarla ai rifacimenti borrominiani dell'edificio.

#### L'acquisizione della collezione Ginnetti (1695)
Nel 1695 la collezione viene sottoposta al fidecommisso, attraverso il quale la stessa è vincolata alla permanenza perpetua tra le proprietà della famiglia. Nello stesso anno Scipione, figlio di Ottavio Maria, viene però adottato dalla famiglia Ginnetti, di cui apparteneva Olimipia, quasi sposa dell'uomo e prematuramente morta prima di poter contrarre matrimonio.
Con l'occasione il Lancellotti eredita tutto l'enorme patrimonio, con anche la collezione, della donna, dov'erano opere come un Apollo e Dafne dello Scarsellino, un Omero di Pier Francesco Mola e un folto gruppo di opere antiche collocate nel palazzo di famiglia Ginnetti a Velletri.

### Settecento

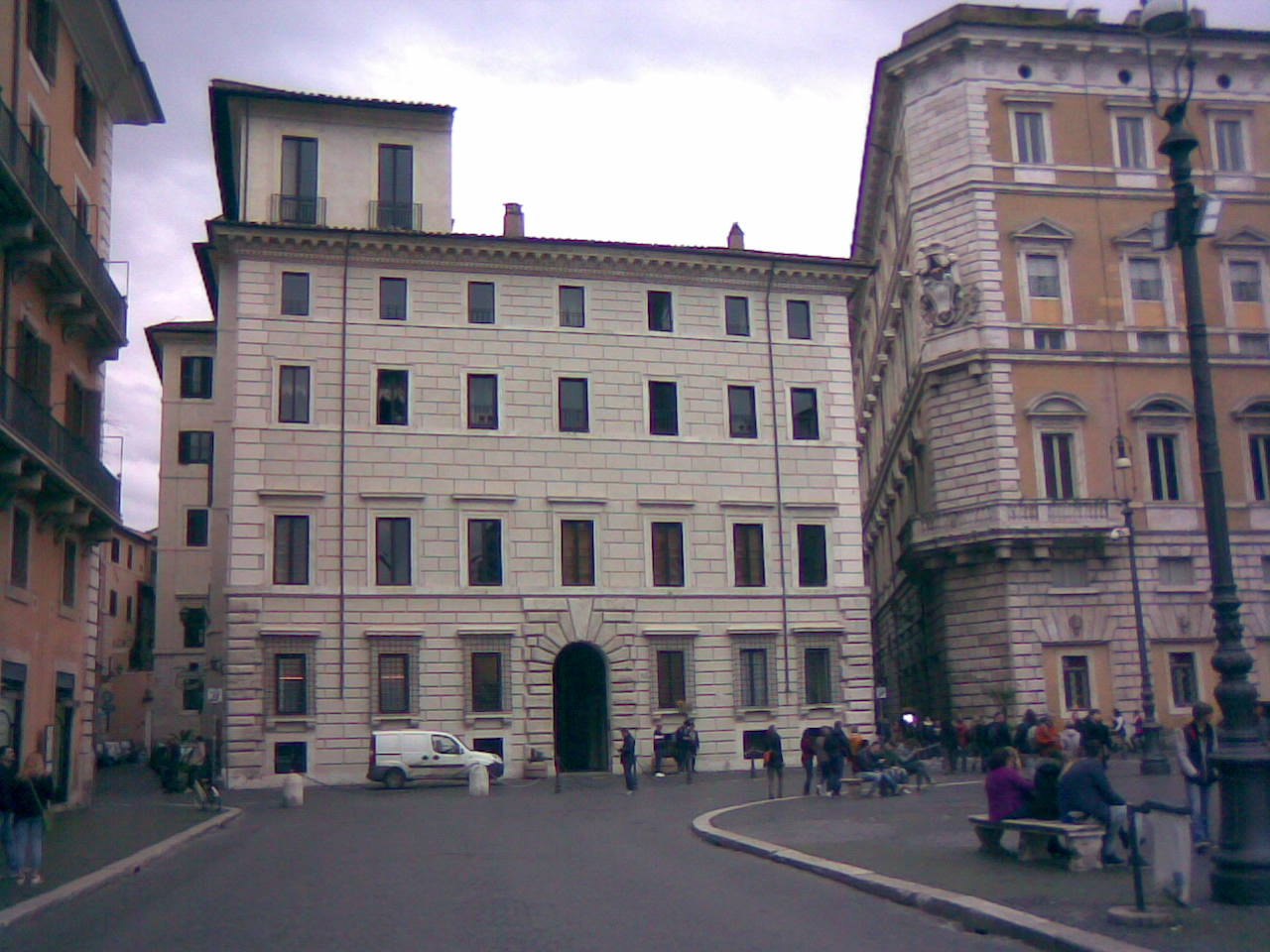
Palazzo Lancellotti-Torres in piazza Navona, Roma

Nel 1702 Ottavo Maria muore e la collezione passa al figlio Scipione, che a questo punto porta il cognome Ginnetti-Lancellotti. Nei primi anni del Settecento e fino agli anni '20 fu ospitata nel palazzo Lancellotti la collezione di Cassiano dal Pozzo, portata in sede dall'unica erede, Anna Teresa Benzoni, moglie del defunto Gabriele dal Pozzo, sposatasi in seconde nozze proprio con Scipione Ginnetti Lancellotti.
La collezione del casato Lancellotti, compresa la cospicua serie di arazzi del cardinale Scipione senior, è invece ricollocata almeno dal 1703 nel palazzo di piazza Navona, dove vi rimarrà fino al 1723, giacché l'inventario redatto alla morte di Scipione di quell'anno, così come uno precedente del 1707, registra nei palazzo in via dei Coronari solo i quadri provenienti dalla collezione Ginnetti.
Scipione muore tuttavia senza eredi e la collezione viene pertanto presa in gestione dal fratello Orazio Lancellotti, che fino ad allora vive a piazza Navona, e che nel 1725 si trasferisce invece a via dei Coronari. L'uomo ottiene nel 1730 il permesso da Benedetto XIII di invertire il cognome, da Ginnetti-Lancellotti a Lancellotti-Ginnetti. Il nobile ultima i lavori del palazzo ai Coronari con anche la realizzazione della piazza antistante l'edificio.
La collezione segue quindi la diretta discendenza passando al figlio Ottavio Maria II, il quale tuttavia dilapida ben presto gran parte delle fortune familiari nel corso della metà del XVIII secolo, a causa di ingenti debiti contratti per via del vizio al gioco, allorché la stessa moglie con l'ausilio dei genitori del principe fanno richiesta al papa di interdizione dell'uomo dalla gestione del patrimonio familiare.
Un inventario dei beni del 1769 fotografa questa volta la collezione interamente nel palazzo ai Coronari. Il successore, il figlio Scipione Lancellotti, nel 1776 fa edificare la villa familiare a Portici, alle porte di Napoli. Nel 1781 il principe Luigi Lancellotti dona a Pio VI alcune opere di antichità, tra cui Euterpe e Kore.
La mala gestione dei beni tra Roma, Lauro e Velletri che è perdurata nel corso di tutto il secolo raggiunge l'apice con l'avvento delle truppe francesi del 1799 a Roma.

### Ottocento

#### Lo smembramento della collezione

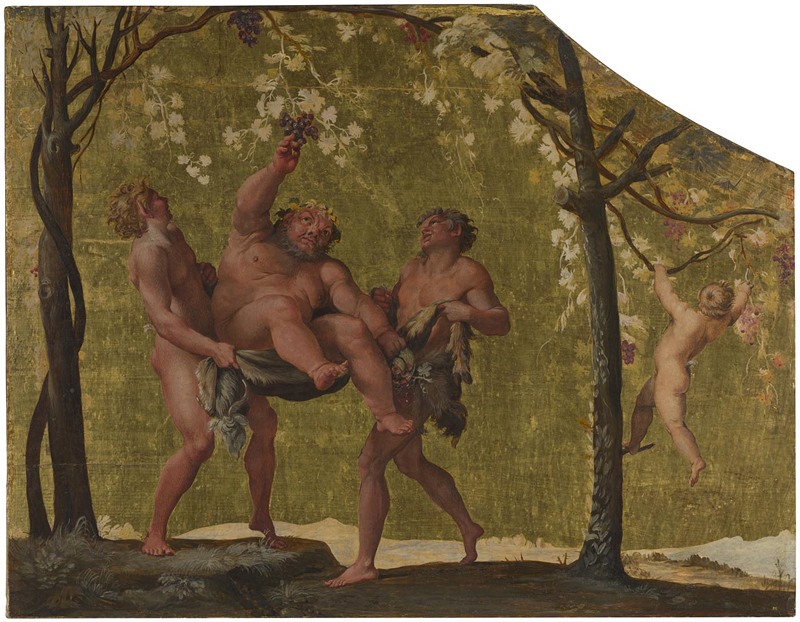
Sileno sostenuto da due fauni, Annibale Carracci

Agli inizi del XIX secolo, con l'instaurazione della Repubblica romana molte famiglie nobiliari romane sono costrette a vendere opere d'arte per far fronte alle imposizioni dei francesi. I Lancellotti vendono anch'essi alcuni dei pezzi migliori della loro collezione, nonostante questi fossero vincolati dal fidecommesso. Scipione Lancellotti assieme a suo figlio Orazio dà la colpa alla crisi finanziaria familiare non solo al contesto socio-politico del primo decennio a Roma, ma anche alla perdita di entrate certe con l'abolizione dei diritti doganali sul feudo di Lauro, di cui l'archivio familiare, conservato tutt'oggi nel castello, andò in gran parte distrutto durante un incendio provocato dalle truppe napoleoniche, ancorché la zona viveva oramai sotto il governo di Giuseppe Bonaparte una volta insediatosi a Napoli.
Anche la villa a Portici di Scipione fu saccheggiata e depredata dai francesi, i quali portano via tutti i mobili, le opere d'arte e quant'altro presente. L'uomo assieme ai suoi figli Orazio (che muore nel 1819) e Luigi (che gestirà poi i beni familiari fino alla morte, avvenuta nel 1833) vendono quindi frettolosamente tutte le opere in loro possesso.

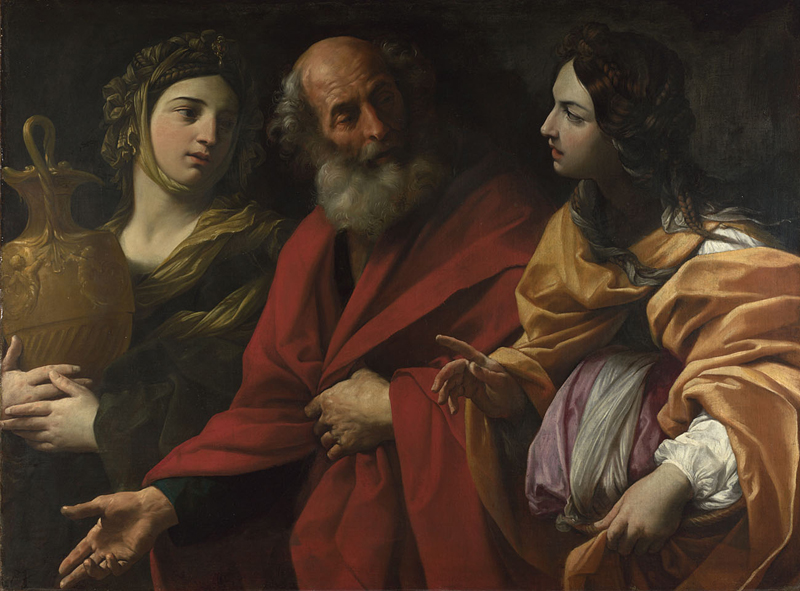
Lot e le figlie, Guido Reni

Gran parte della collezione originaria è comunque rimasta al palazzo Lancellotti ai Coronari, al cui gruppo originario inventariato nel 1640 si aggiungono tre tavole a fondo ora di Annibale Carracci (che tuttavia dovevano essere pervenute nella collezione già ab antiquo tramite il cardinale Orazio Lancellotti, esecutore testamentario del bibliotecario di casa Farnese Fulvio Orsini, il quale aveva lasciato in dono al prelato una ricca collezione libraria due strumenti musicali, un graviorgano e un clavicembalo, di cui queste tre tavolette dipinte erano parte di un'originaria copertura) e i quadri della collezione Ginnetti.
Il palazzo fu comunque dato nel frattempo in fitto all'ambasciatore francese a Roma prima, monsieur Cacault, e successivamente al cardinale Joseph Fesch, zio di Napoleone. In questi anni di totale confusione e mal governo delle opere d'arte di casa, la famiglia Lancellotti perde più o meno legittimamente svariati pezzi, alcuni dei quali vengono trafugati direttamente Cacault, altri acquistati direttamente dal cardinale francese e individuabili negli inventari successivi della sua nota collezione d'arte e oggi in Francia.
Mentre i quadri venivano alienati singolarmente, i pezzi d'antichità sono venduti in blocco (89 pezzi dei 119 originari, esclusi quelli provenienti dalla collezione Ginnetti rimasti a Velletri nel frattempo), di cui nel 1807 Antonio Canova ne acquista uno per le collezioni vaticane al prezzo di 2.000 scudi. Nel 1844 James Irvine e altri mercanti britannici acquistano svariate pitture dalla collezione tant'è, che infatti oggi sono esposte in musei e in collezioni inglesi e americane, tra cui la coppia di pendant di Guido Reni con Susanna e i vecchioni e Lot e le figlie.
Le sculture archeologiche di palazzo Lancellotti ai Coronari sono così rimpiazzate da quelle già Ginnetti ed ereditate in passato da Scipione, rimaste fino ad allora nelle proprietà dell'originaria famiglia a Velletri, caduto in disuso già dal 1744.

#### La continuità del casato Lancellotti con l'adozione di Filippo Massimo (1852)

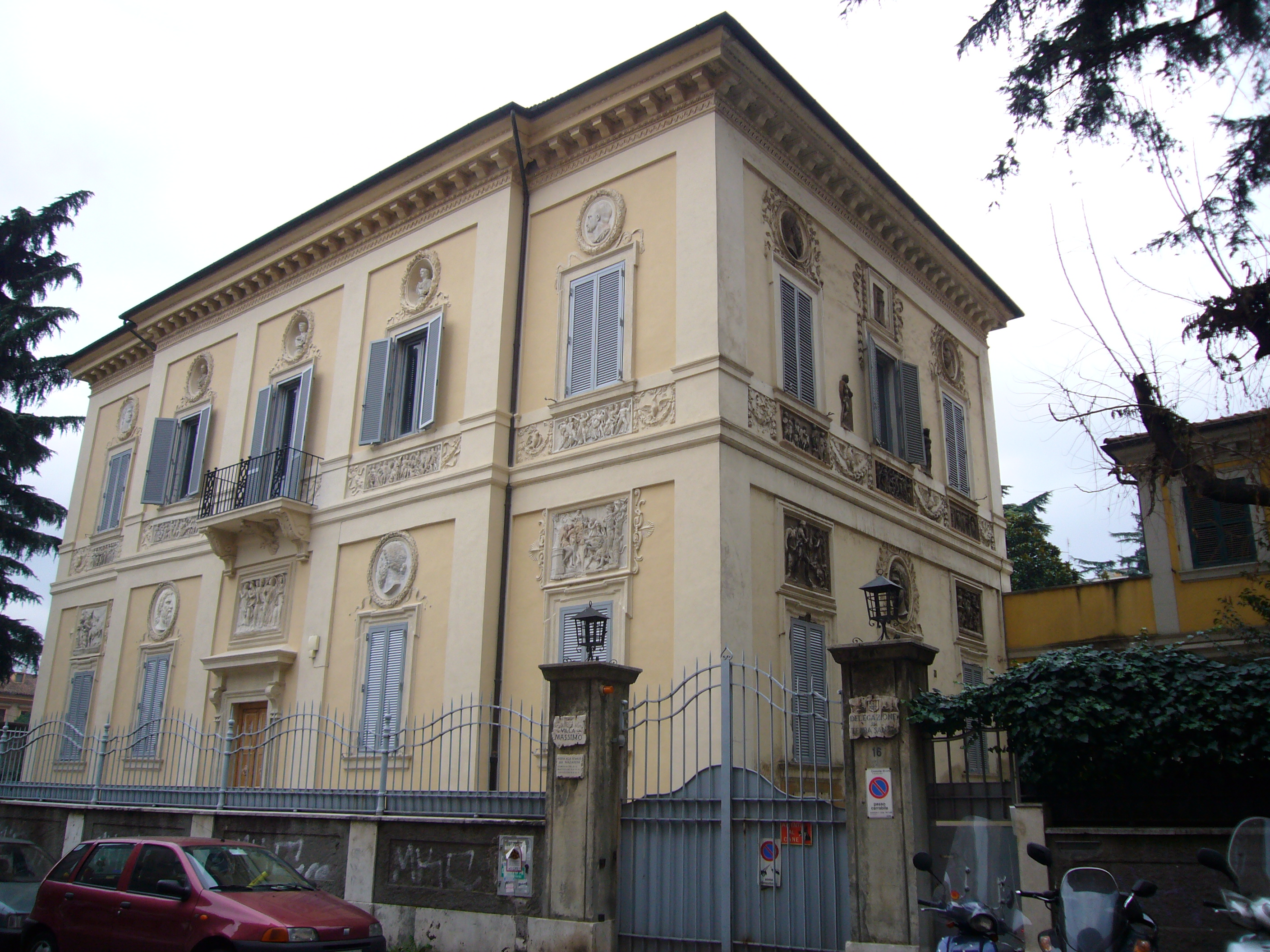
Casino Massimo Lancellotti (già Giustiniani), Roma

Nel 1852 l'ultimo erede Lancellotti, Ottavio Maria III, muore senza discendenza. Per evitare l'estinzione della casata la vedova Giuseppina Massimo fu autorizzata ad adottare il nipote Filippo, figlio di seconde nozze di suo fratello Vittorio Emanuele Camillo IX.
Il giovane porta quindi nella residenza di via dei Coronari l'eredità del cardinale Camillo Massimo e altre opere della collezione della sua originaria famiglia, tra cui la nota scultura antica rinvenuta nel 1781 sul colle Esquilino del Discobolo (che poi prenderà il nuovo nome di Discobolo Lancellotti), oltre a svariate proprietà di famiglia, come il casino Giustiniani Massimo in Laterano, da cui probabilmente provengono le svariate sculture di togati( già in collezione Giustiniani) collocati tutt'oggi tra gli archi del cortile del palazzo in via dei Coronari.

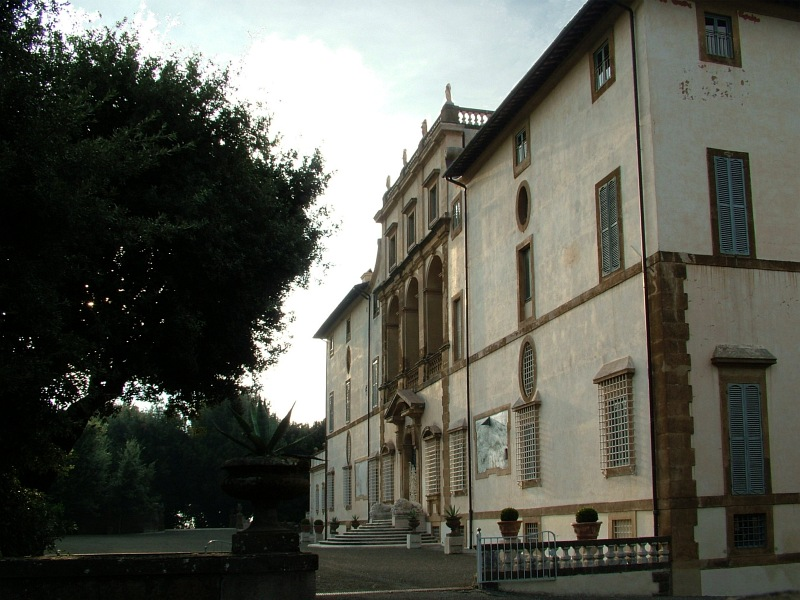
Villa Lancellotti, Frascati

Nel 1866 Filippo sposa Elisabetta Aldobrandini, figlia del principe Camillo, e nello stesso anno acquista la villa Piccolomini a Frascati, che diventerà così villa Lancellotti e dove sarà collocato dal 1874 lo studiolo di Gubbio di Guidobaldo da Montefeltro (oggi a New York), tra le acquisizioni più importanti in campo collezionistico di Filippo. Poco dopo l'uomo acquista a Frascati anche l'adiacente villa Rufinella Tuscolana, unendola alla precedente.

### Novecento e Duemila
La collezione rimasta agli eredi Lancellotti trova collocazione tra le residenze romane ai Coronari e di piazza Navona, in particolare la parte archeologica, disposta in gran parte nel cortile del primo palazzo. Il castello di Lauro, dove hanno residenza comunque alcuni eredi, custodisce invece ciò che resta dell'antico archivio familiare.
Il casino Massimo Lancellotti (già Giustiniani) in Laterano viene invece venduto alla Custodia di Terra Santa nel 1948.

## Elenco delle opere (non completo)

### Antichità

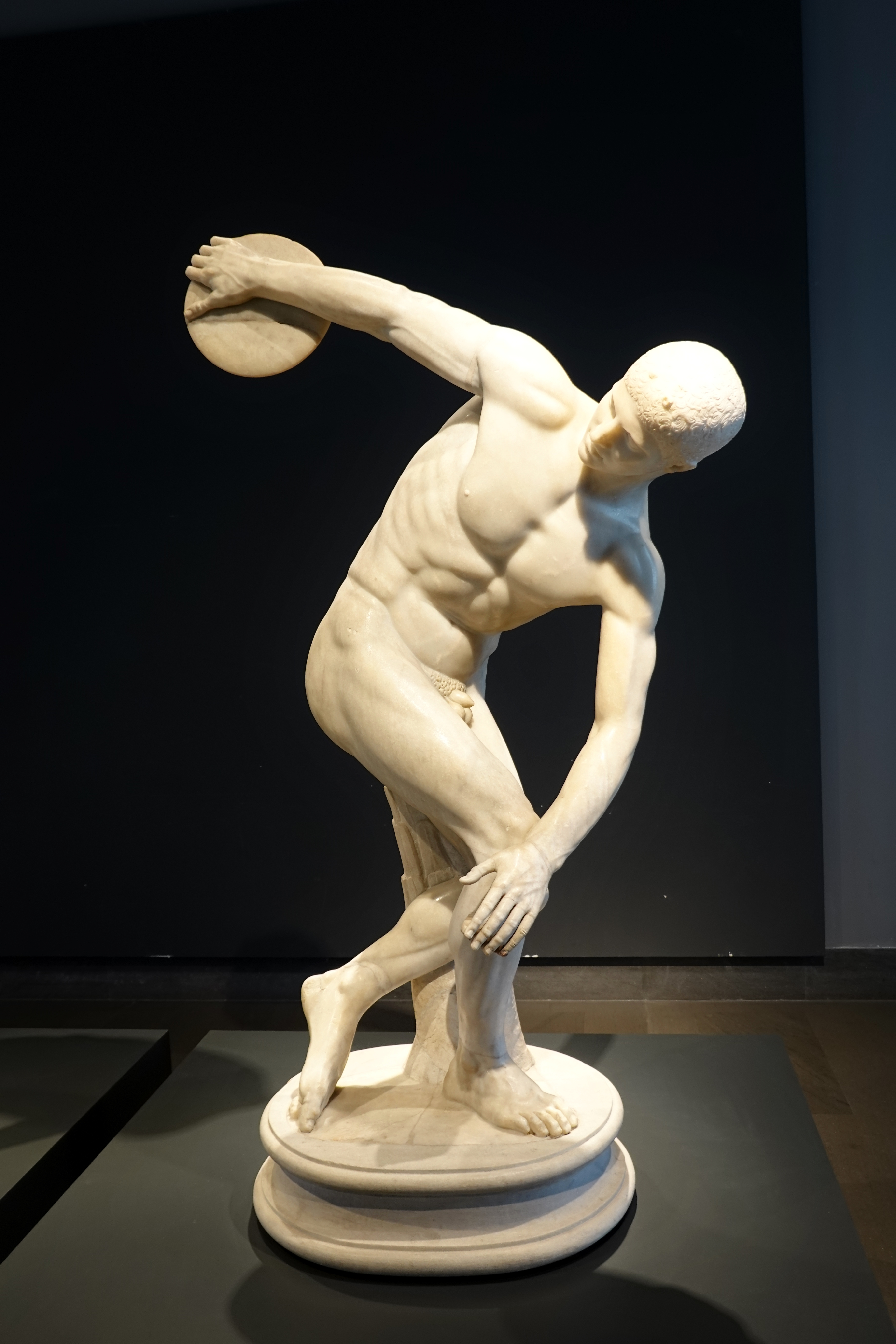
Discobolo Lancellotti

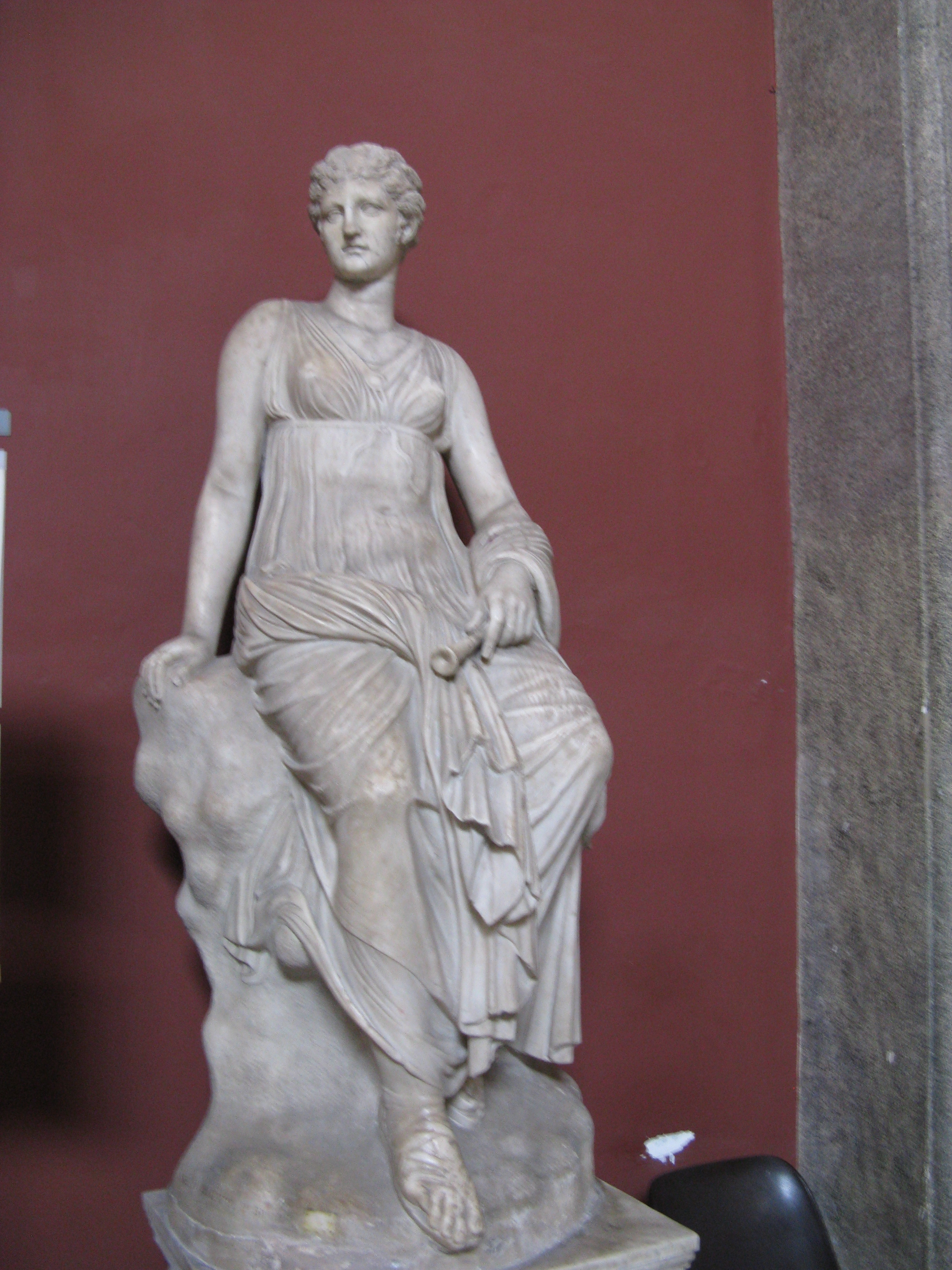
Euterpe

- Afrodite del tipo Medici con Eros su delfino, collezione Lancellotti, Roma
- Amazzone, collezione Lancellotti, Roma
- Apollo (×4), collezione Lancellotti, Roma
- Artemide Efesia, Musei Vaticani, Città del Vaticano
- Asclepio (×3), collezione Lancellotti, Roma
- Busti di imperatori, collezione Lancellotti, Roma
- Busto di Giallo, Musei Vaticani, Città del Vaticano
- Cibele, Musei Vaticani, Città del Vaticano
- Diana, collezione Lancellotti, Roma
- Dioniso, collezione Lancellotti, Roma
- Discobolo, Museo nazionale romano di palazzo Massimo, Roma
- Euterpe, Musei Vaticani, Città del Vaticano
- Fauno, Musei Vaticani, Città del Vaticano
- Gladiatore, Musei Vaticani, Città del Vaticano
- Hermes (×2), collezione Lancellotti, Roma
- Kore (Persefone), Musei Vaticani, Città del Vaticano
- Musa (con integrazioni seicentesche), collezione Lancellotti, Roma
- Ninfa con bacile, collezione Lancellotti, Roma
- Paride, Musei Vaticani, Città del Vaticano
- Rilievo con centauro,[23] Musei Vaticani, Città del Vaticano
- Rilievo con Venere nella conchiglia, Musei Vaticani, Città del Vaticano
- Rilievo con storia di Achille, collezione Lancellotti, Roma
- Rilievo con storia di Pentesilea, collezione Lancellotti, Roma
- Rilievo di sarcofago infantile con giochi nel circo tra eroti, Musei Vaticani, Città del Vaticano
- Rilievo grande con scena di caccia dei leoni, Musei Vaticani, Città del Vaticano
- Sfinge, collezione Lancellotti, Roma
- Sfinge con cane levriero (×2), Musei Vaticani, Città del Vaticano
- Statua femminile seduta, Musei civici, Vicenza
- Togati (vari), collezione Lancellotti, Roma
- Venere, Musei Vaticani, Città del Vaticano

### Dipinti

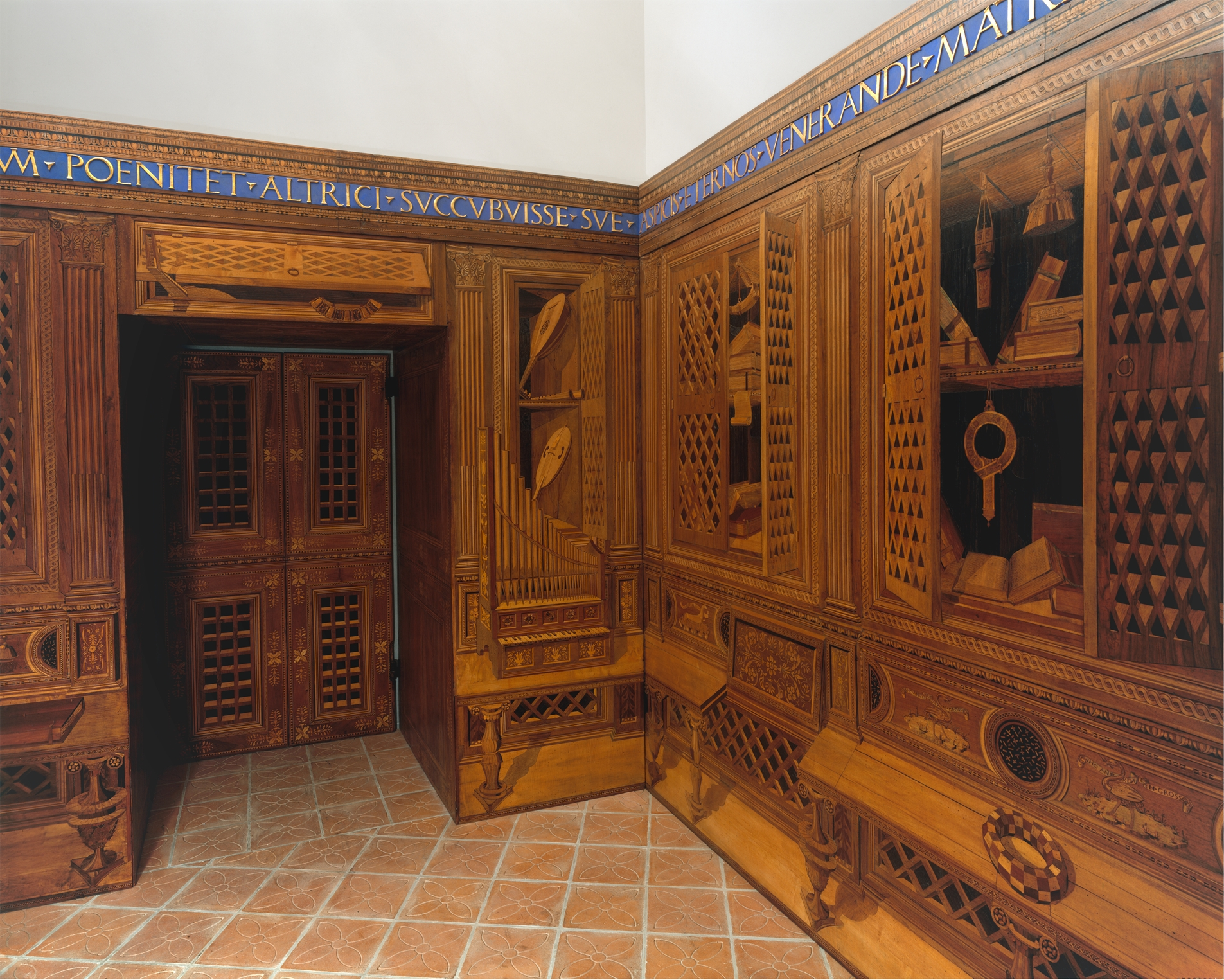
Studiolo di Gubbio

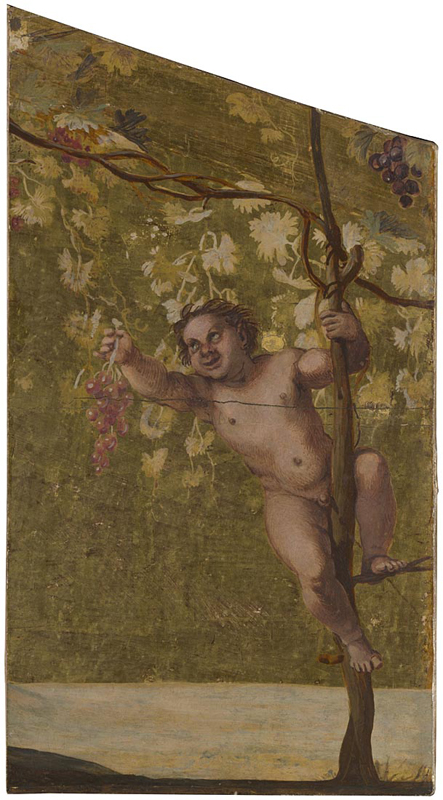
Annibale Carracci, Giovane satiro che raccoglie l'uva

Guercino, Riposo durante la fuga in Egitto

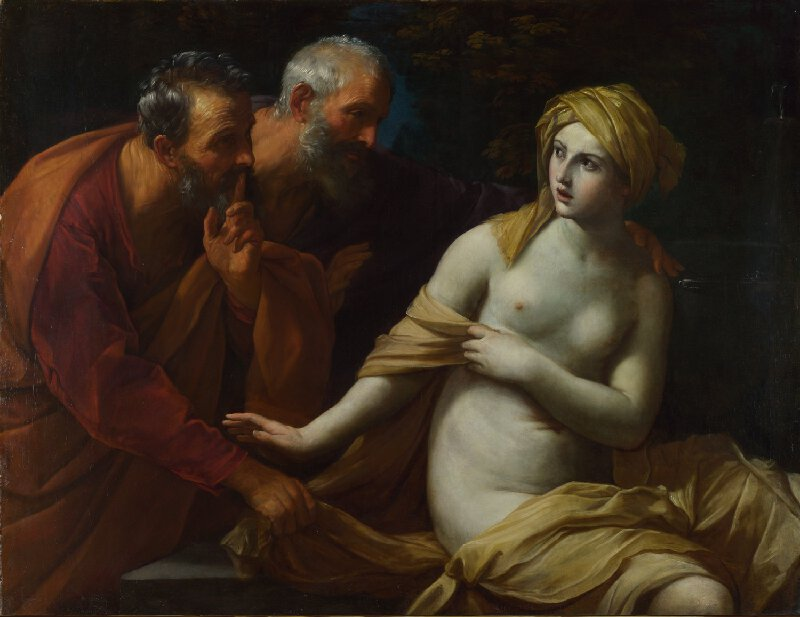
Guido Reni, Susanna e i vecchioni

- Anonimo caravaggesco, Concerto con dieci figure, collezione privata, Roma
- Giovanni Baglione, San Girolamo, non rintracciabile
- Orazio Borgianni, San Sebastiano, non rintracciabile
- Annibale Carracci, Giovane satiro che raccoglie l'uva, National Gallery, Londra
- Annibale Carracci, Olimpo e Marsia, National Gallery, Londra
- Annibale Carracci, Sileno sostenuto da due fauni che raccoglie l'uva, National Gallery, Londra
- Giuseppe Cesari, Crocifissione, non rintracciabile
- Giuseppe Cesari, San Michele, non rintracciabile
- Domenichino, Santa Cecilia, non rintracciato
- Antiveduto Grammatica, Allegoria delle sette virtù, collezione privata, New York
- Antiveduto Grammatica, Concerto con quattro figure, non rintracciabile
- Antiveduto Grammatica, Madonna col Bambino, collezione privata
- Antiveduto Grammatica, Madonna col Bambino, santa Francesca Romana e angelo, non rintracciabile
- Antiveduto Grammatica, Santa Francesca Romana, collezione Lancellotti, Roma
- Guercino, Riposo durante la fuga in Egitto, Museum of Art, Cleveland
- Guercino, Ritorno del figliol prodigo, Galleria Borghese, Roma
- Giovanni Lanfranco, Cristo con il globo, non rintracciato
- Giovanni Lanfranco, Maddalena in meditazione, non rintracciato (copia della versione all'Alte Pinakothek di Monaco di Baviera)
- Maestranze varie, Tavole dello studiolo di Gubbio, Metropolitan Museum of Art, New York
- Bartolomeo Manfredi, David con la testa di Golia, non rintracciabile (forse una copia della versione di Caravaggio della Galleria Borghese)
- Pier Francesco Mola, Omero, collezione Lancellotti, Roma
- Girolamo Muziano, Lavanda dei piedi, non rintracciabile
- Sebastiano del Piombo, Visitazione (×3 scene), collezione del duca di Northumberland, Castello di Alnwick (affresco trasferito su tele in tre frammenti)
- Pomarancio, San Giovanni Battista nel deserto, non rintracciabile
- Guido Reni, Lot e le figlie, National Gallery, Londra
- Guido Reni, Susanna e i vecchioni, National Gallery, Londra
- Jusepe de Ribera, Annunciazione della Vergine, non rintracciabile
- Jusepe de Ribera, Maria Maddalena, non rintracciabile
- Jusepe de Ribera, San Francesco, non rintracciabile
- Jusepe de Ribera, San Giovanni Battista, non rintracciabile
- Jusepe de Ribera, San Girolamo, non rintracciabile
- Jusepe de Ribera, Susanna e i vecchioni, non rintracciabile
- Jusepe de Ribera, Tobia e il pesce, non rintracciabile
- Jusepe de Ribera, Tobia e l'angelo, non rintracciabile
- Ippolito Scarsella, Apollo e Dafne, collezione privata
- Agostino Tassi, Arrivo della regina Saba nei domini di re Salomone, Burghley House, Stamford
- Agostino Tassi, Enea e Didone, non rintracciabile
- Agostino Tassi, Paesaggio collinare, collezione Lancellotti, Roma
- Agostino Tassi, Paesaggio con Erminia, Metropolitan Museum of Art, New York
- Agostino Tassi, Paesaggio con marina, collezione Lancellotti, Roma
- Agostino Tassi, Paesaggio con scena costiera, collezione Lancellotti, Roma
- Agostino Tassi (o Filippo Napoletano), Paesaggio infernale, non rintracciabile
- Alessandro Turchi, Madonna col Bambino, non rintracciabile
- Alessandro Turchi, Strage degli innocenti, forse identificabile con uno in collezione privata a Monaco

## Albero genealogico degli eredi della collezione
Segue un sommario albero genealogico degli eredi della collezione Lancellotti, dove sono evidenziati in grassetto gli esponenti della famiglia che hanno ereditato, custodito, o che comunque sono risultati influenti nelle dinamiche inerenti alla collezione d'arte. Per semplicità, il cognome Lancellotti viene abbreviato a "L.".
|                     |                     |                                               | | |                                                                                                   |                                                                                                   |                                   | | |                                                                                                   |                                                                           |                                                               |                                                                                                   |                                                                                                   | | |
|                     |                     |                                               | | |                                                                                                   |                                                                                                   |                                   | | Orazio Lancellotti (?-1556) (sposato con Antonina d'Aragona) |                                                                                                   |                                                                           |                                                               |                                                                                                   |                                                                                                   | | |
|                     |                     |                                               | | |                                                                                                   |                                                                                                   |                                   | | |                                                                                                   |                                                                           |                                                               |                                                                                                   |                                                                                                   | | |
|                     |                     |                                               | | |                                                                                                   |                                                                                                   |                                   | | |                                                                                                   |                                                                           |                                                               |                                                                                                   |                                                                                                   | | |
|                     |                     |                                               | | |                                                                                                   |                                                                                                   |                                   | Scipione L. (1527-1598) (cardinale, fu il finanziatore della costruzione del palazzo a via dei Coronari a Roma) | Scipione L. (1527-1598) (cardinale, fu il finanziatore della costruzione del palazzo a via dei Coronari a Roma) | Paolo L. (?-?) (sposato con Giulia Delfini)                                                       | Paolo L. (?-?) (sposato con Giulia Delfini)                               |                                                               |                                                                                                   |                                                                                                   | | |
|                     |                     |                                               | | |                                                                                                   |                                                                                                   |                                   | | |                                                                                                   |                                                                           |                                                               |                                                                                                   |                                                                                                   | | |
|                     |                     |                                               | | |                                                                                                   |                                                                                                   |                                   | | |                                                                                                   |                                                                           |                                                               |                                                                                                   |                                                                                                   | | |
|                     |                     |                                               | | | Orazio L. (1571-1620) (cardinale)                                                                 | Orazio L. (1571-1620) (cardinale)                                                                 | Francesco L. (1572-1591)          | Francesco L. (1572-1591) | Giovanni Battista L. (1575-1656) (fu vescovo di Nola) | Giovanni Battista L. (1575-1656) (fu vescovo di Nola)                                             | Tiberio L. (1577-1629) (sposato con Laura Marsciana)                      | Tiberio L. (1577-1629) (sposato con Laura Marsciana)          | Ottavio L. (1578-1614)                                                                            | Ottavio L. (1578-1614)                                                                            | ...e altre 2 sorelle                                                                                    | ...e altre 2 sorelle                                                                                    |
|                     |                     |                                               | | |                                                                                                   |                                                                                                   |                                   | | |                                                                                                   |                                                                           |                                                               |                                                                                                   |                                                                                                   | | |
|                     |                     |                                               | | |                                                                                                   |                                                                                                   |                                   | | |                                                                                                   |                                                                           |                                                               |                                                                                                   |                                                                                                   | | |
|                     |                     |                                               | | |                                                                                                   |                                                                                                   |                                   | | | Scipione L. (1609-1663) (I marchese di Lauro, sposato con Claudia Torres)                         | Scipione L. (1609-1663) (I marchese di Lauro, sposato con Claudia Torres) | ...e altre 4 sorelle                                          | ...e altre 4 sorelle                                                                              |                                                                                                   | | |
|                     |                     |                                               | | |                                                                                                   |                                                                                                   |                                   | | |                                                                                                   |                                                                           |                                                               |                                                                                                   |                                                                                                   | | |
|                     |                     |                                               | | |                                                                                                   |                                                                                                   |                                   | | |                                                                                                   |                                                                           |                                                               |                                                                                                   |                                                                                                   | | |
|                     |                     |                                               | | |                                                                                                   |                                                                                                   |                                   | | Ottavio Maria L. (1649-1702) (sposato con Erminia Santacroce) | Ottavio Maria L. (1649-1702) (sposato con Erminia Santacroce)                                     | ...e altre 4 sorelle                                                      | ...e altre 4 sorelle                                          |                                                                                                   |                                                                                                   | | |
|                     |                     |                                               | | |                                                                                                   |                                                                                                   |                                   | | |                                                                                                   |                                                                           |                                                               |                                                                                                   |                                                                                                   | | |
|                     |                     |                                               | | |                                                                                                   |                                                                                                   |                                   | | |                                                                                                   |                                                                           |                                                               |                                                                                                   |                                                                                                   | | |
|                     |                     |                                               | | |                                                                                                   |                                                                                                   |                                   | Scipione L. Ginnetti (1668-1723) (acquisisce nel 1695 anche il cognome Ginnetti e la collezione di quella che sarebbe divenuta sua moglie se non fosse prematuramente morta; sposa poi Anna Tera dal Pozzo, erede della collezione di Cassiano dal Pozzo) | Scipione L. Ginnetti (1668-1723) (acquisisce nel 1695 anche il cognome Ginnetti e la collezione di quella che sarebbe divenuta sua moglie se non fosse prematuramente morta; sposa poi Anna Tera dal Pozzo, erede della collezione di Cassiano dal Pozzo) | Orazio L. (1684-1760) (sposato con Giustizia Donà)                                                | Orazio L. (1684-1760) (sposato con Giustizia Donà)                        |                                                               |                                                                                                   |                                                                                                   | | |
|                     |                     |                                               | | |                                                                                                   |                                                                                                   |                                   | | |                                                                                                   |                                                                           |                                                               |                                                                                                   |                                                                                                   | | |
|                     |                     |                                               | | |                                                                                                   |                                                                                                   |                                   | | |                                                                                                   |                                                                           |                                                               |                                                                                                   |                                                                                                   | | |
|                     |                     |                                               | | |                                                                                                   |                                                                                                   |                                   | | | Ottavio Maria L. (1710-1769) (sposato con Angelica Lante e in seconde nozze con Ginevra Torruzzi) |                                                                           |                                                               |                                                                                                   |                                                                                                   | | |
|                     |                     |                                               | | |                                                                                                   |                                                                                                   |                                   | | |                                                                                                   |                                                                           |                                                               |                                                                                                   |                                                                                                   | | |
|                     |                     |                                               | | |                                                                                                   |                                                                                                   |                                   | | |                                                                                                   |                                                                           |                                                               |                                                                                                   |                                                                                                   | | |
|                     |                     |                                               | | |                                                                                                   |                                                                                                   |                                   | Scipione L. (1731-1815) (sposato con Barbara Donà) | Scipione L. (1731-1815) (sposato con Barbara Donà) | Filippo L. (1732-1794) (cardinale)                                                                | Filippo L. (1732-1794) (cardinale)                                        | Erminia L. (?-?)                                              | Erminia L. (?-?)                                                                                  |                                                                                                   | | |
|                     |                     |                                               | | |                                                                                                   |                                                                                                   |                                   | | |                                                                                                   |                                                                           |                                                               |                                                                                                   |                                                                                                   | | |
|                     |                     |                                               | | |                                                                                                   |                                                                                                   |                                   | | |                                                                                                   |                                                                           |                                                               |                                                                                                   |                                                                                                   | | |
|                     |                     |                                               | | | Orazio L. (1761-1819)                                                                             | Orazio L. (1761-1819)                                                                             | Luigi L. (1763-1835) (monsignore) | Luigi L. (1763-1835) (monsignore) | Ottavio Maria L. (1798-1852) (sposato con Giuseppina Massimo) | Ottavio Maria L. (1798-1852) (sposato con Giuseppina Massimo)                                     | ...e altre 5 sorelle                                                      | ...e altre 5 sorelle                                          |                                                                                                   |                                                                                                   | | |
|                     |                     |                                               | | |                                                                                                   |                                                                                                   |                                   | | |                                                                                                   |                                                                           |                                                               |                                                                                                   |                                                                                                   | | |
|                     |                     |                                               | | |                                                                                                   |                                                                                                   |                                   | | |                                                                                                   |                                                                           |                                                               |                                                                                                   |                                                                                                   | | |
|                     |                     |                                               | | |                                                                                                   |                                                                                                   |                                   | | La linea maschile della famiglia termina con Ottavio Maria. Priva di eredi, il principe adotta nel 1865 il nipote Filippo Massimiliano Massimo (1843-1915), figlio cadetto del principe Vittorio Emanuele Camillo Massimo, come successore dei titoli e successi L., di cui è il I principe. Questi unirà parte della sua quota della collezione Massimo a quella L., tra cui la scultura antica del Discobolo. |                                                                                                   |                                                                           |                                                               |                                                                                                   |                                                                                                   | | |
|                     |                     |                                               | | |                                                                                                   |                                                                                                   |                                   | | |                                                                                                   |                                                                           |                                                               |                                                                                                   |                                                                                                   | | |
|                     |                     |                                               | | |                                                                                                   |                                                                                                   |                                   | | |                                                                                                   |                                                                           |                                                               |                                                                                                   |                                                                                                   | | |
|                     |                     |                                               | | | Giuseppe L. (1866-1945) (II principe Lancellotti) (sposato con Lesa Pia Aldobrandini (1871-1952)) | Giuseppe L. (1866-1945) (II principe Lancellotti) (sposato con Lesa Pia Aldobrandini (1871-1952)) |                                   | | |                                                                                                   |                                                                           |                                                               | Luigi Massimo L. (1881-1968) (Con regio decreto del 31 Marzo 1932 diventa I principe di Prossedi) | Luigi Massimo L. (1881-1968) (Con regio decreto del 31 Marzo 1932 diventa I principe di Prossedi) | | |
|                     |                     |                                               | | |                                                                                                   |                                                                                                   |                                   | | |                                                                                                   |                                                                           |                                                               |                                                                                                   |                                                                                                   | | |
|                     |                     |                                               | | |                                                                                                   |                                                                                                   |                                   | | |                                                                                                   |                                                                           |                                                               |                                                                                                   |                                                                                                   | | |
|                     |                     |                                               | Filippo L. (1892-1970) (III principe Lancellotti) (sposato con Beatrice Lante Montefeltro della Rovere (1892-?)) | Filippo L. (1892-1970) (III principe Lancellotti) (sposato con Beatrice Lante Montefeltro della Rovere (1892-?)) |                                                                                                   |                                                                                                   | Massimiliano L. (1895-?)          | Massimiliano L. (1895-?) | |                                                                                                   |                                                                           | Paolo Enrico Massimo L. (1911-2004) (II principe di Prossedi) | Paolo Enrico Massimo L. (1911-2004) (II principe di Prossedi)                                     |                                                                                                   | Francesco Saverio Massimo L. (1913-2000) (sposato con Anna Odescalchi, figlio di Innocenzo (1883-1953)) | Francesco Saverio Massimo L. (1913-2000) (sposato con Anna Odescalchi, figlio di Innocenzo (1883-1953)) |
|                     |                     |                                               | | |                                                                                                   |                                                                                                   |                                   | | |                                                                                                   |                                                                           |                                                               |                                                                                                   |                                                                                                   | | |
|                     |                     |                                               | | |                                                                                                   |                                                                                                   |                                   | | |                                                                                                   |                                                                           |                                                               |                                                                                                   |                                                                                                   | | |
|                     |                     | Pietro L. (1934-?) (IV principe Lancellotti)* | Pietro L. (1934-?) (IV principe Lancellotti)*                                                                    | Orazio L. (1925-?)                                                                                               | Orazio L. (1925-?)                                                                                | Saverio L. (1933-?)                                                                               | Saverio L. (1933-?)               | Alessandro L. (1923-2008) | Alessandro L. (1923-2008) |                                                                                                   | Filippo Massimo L. (1949-?) (III principe di Prossedi)                    | Filippo Massimo L. (1949-?) (III principe di Prossedi)        | Ludovico Massimo L. (1956-?)                                                                      | Ludovico Massimo L. (1956-?)                                                                      | [...]                                                                                                   | [...]                                                                                                   |
|                     |                     |                                               | | |                                                                                                   |                                                                                                   |                                   | | |                                                                                                   |                                                                           |                                                               |                                                                                                   |                                                                                                   | | |
|                     |                     |                                               | | |                                                                                                   |                                                                                                   |                                   | | |                                                                                                   |                                                                           |                                                               |                                                                                                   |                                                                                                   | | |
| Ottavio L. (1958-?) | Ottavio L. (1958-?) | Giovanni Battista L. (1960-?)                 | Giovanni Battista L. (1960-?)                                                                                    | Federico L. (1969-?)                                                                                             | Federico L. (1969-?)                                                                              | Massimiliano L. (1964-?)                                                                          | Massimiliano L. (1964-?)          | Fabio L. (1948-?) | Fabio L. (1948-?) | Luigi L. (1986-?)                                                                                 | Luigi L. (1986-?)                                                         | Arduino L. (1996-?)                                           | Arduino L. (1996-?)                                                                               |                                                                                                   | | |
|                     |                     |                                               | | |                                                                                                   |                                                                                                   |                                   | | |                                                                                                   |                                                                           |                                                               |                                                                                                   |                                                                                                   | | |
|                     |                     |                                               | | |                                                                                                   |                                                                                                   |                                   | | |                                                                                                   |                                                                           |                                                               |                                                                                                   |                                                                                                   | | |
| Filippo L. (1989-?) | Filippo L. (1989-?) | Gregorio L. (1997-?)                          | Gregorio L. (1997-?)                                                                                             | Paolo L. (2002-?)                                                                                                | Paolo L. (2002-?)                                                                                 | Saverio L. (1999-?)                                                                               | Saverio L. (1999-?)               | | |                                                                                                   |                                                                           |                                                               |                                                                                                   |                                                                                                   | | |

*Gli eredi Lancellotti e Massimo L. conservano privatamente ancora oggi - non accessibili al pubblico - la rimanente parte della collezione familiare e i loro palazzi di via dei Coronari e piazza Navona a Roma, e il castello di Lauro.